# Liste du mémorial de Valençay
Vous pouvez aider à l'améliorer ou bien discuter des problèmes sur sa page de discussion.
- Il ne cite pas suffisamment ses sources. Vous pouvez indiquer les passages à sourcer avec {{référence nécessaire}} ou {{Référence souhaitée}}, et inclure les références utiles en les liant aux notes de bas de page. (Marqué depuis juillet 2025)
- Son texte doit être wikifié : il ne correspond pas à la mise en forme Wikipédia (style, typographie, liens internes, liens entre les wikis, etc.). (Marqué depuis juillet 2025)

- Archive Wikiwix
- Bing
- Cairn
- DuckDuckGo
- E. Universalis
- Gallica
- Google
- G. Books
- G. News
- G. Scholar
- Persée
- Qwant
- (zh) Baidu
- (ru) Yandex
- (wd) trouver des œuvres sur Wikidata

Pour un article plus général, voir Mémorial de Valençay.

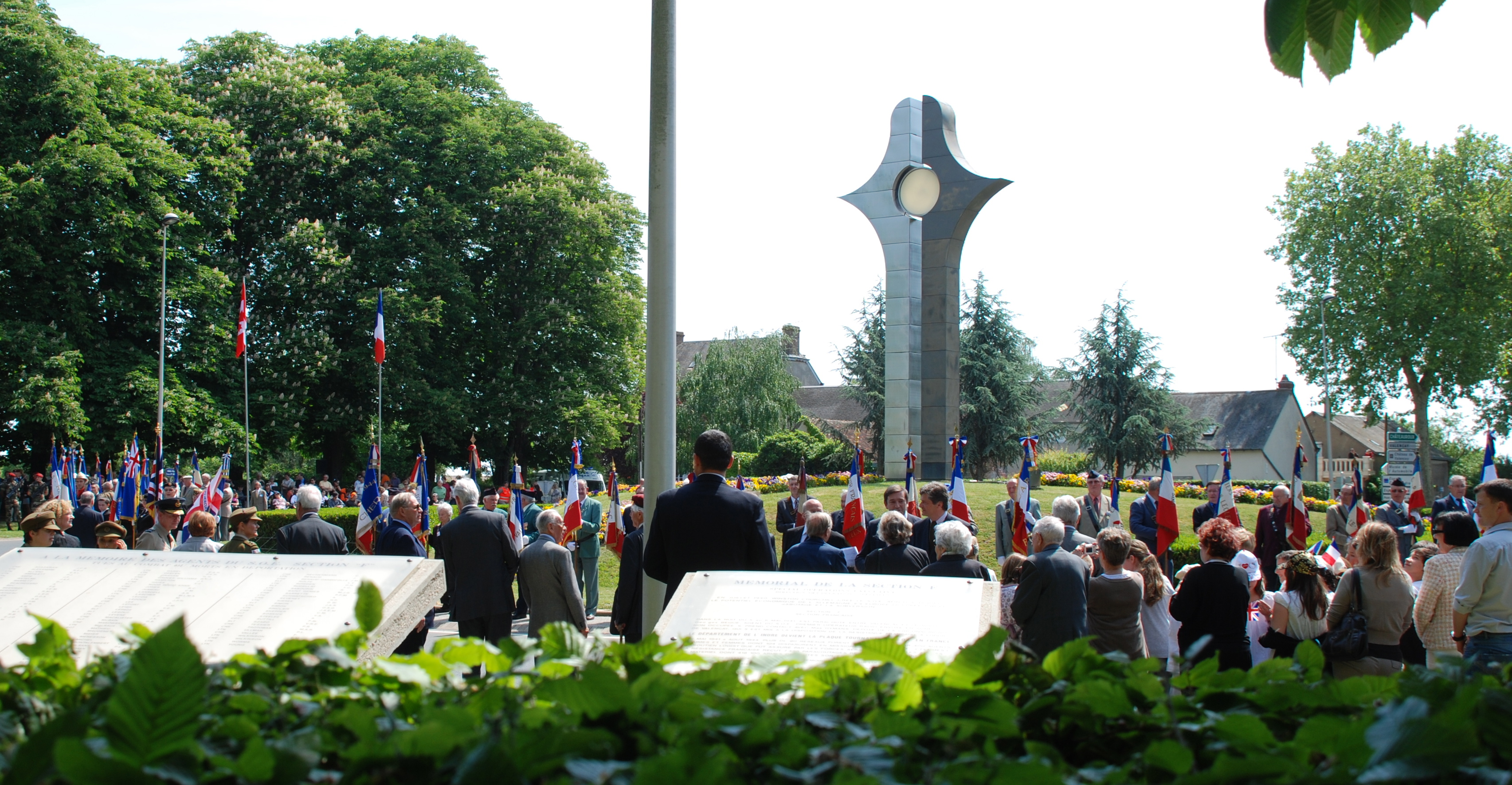
Mémorial de Valençay en 2011. On peut voir dans le coin inférieur gauche la plaque sur laquelle est gravée la liste des noms des agents.

La liste ci-dessous est celle des agents de la section F (française) du service secret britannique Special Operations Executive qui ont été envoyés en France comme agents secrets pour soutenir la Résistance française pendant la Seconde Guerre mondiale et qui sont morts pour la France, tués en mission ou après déportation dans des camps de concentration.
Ils sont au nombre de 104 (13 femmes et 91 hommes),. Six d'entre eux ont été recrutés en France et titularisés par radio par la section F (« commissioned in the field »). Il s'agit de Louis Bertheau, Henri Garry, Roland Malraux, Arthur de Montalembert, Jean Renaud et Jean Simon. 
Les informations données sur chaque agent sont celles qui sont gravées sur une plaque du mémorial de Valençay (Indre) qui a été érigé en leur honneur : prénom (initiales), nom, grade. Le tableau est complété par quatre colonnes, comprenant :
- Colonnes de gauche : n° = numéro d'ordre d'inscription sur les plaques (de 1 à 104, selon l'ordre alphabétique), et la mention « comm. » pour chacun des six agents qui ont été « commissioned in the field » ; le sexe.
- Colonnes de droite : l'unité de rattachement (cas particulier des 13 femmes : il y en a 6 rattachées à la Women's Auxiliary Air Force, WAAF et 7 au First Aid Nursing Yeomanry, FANY) ; le lieu de la disparition.

| no              | Sexe | Prénom (initiales) | Nom               | Grade           | Unité                                       | Disparition               |
| --------------- | ---- | ------------------ | ----------------- | --------------- | ------------------------------------------- | ------------------------- |
| +001,           | H    | J.C.S.             | Agazarian         | Capitaine       | Royal Air Force Volunteer Reserve           | Flossenbürg               |
| +002,           | H    | R.E.J.             | Alexandre         | Lieutenant      | General List                                | Gross-Rosen               |
| +003,           | H    | E.A.L.             | Allard            | Lieutenant      | General List (Charles Montaigne)            | Buchenwald                |
| +004,           | H    | P.J.               | Amphlett          | Lieutenant      | General List                                | Flossenbürg               |
| +005,           | H    | J.F.               | Amps              | Lieutenant      | General List                                | Flossenbürg               |
| +006,           | H    | J.A.F.             | Antelme           | Commandant      | General List                                | Gross-Rosen               |
| +007,           | H    | D.J.               | Barrett           | Capitaine       | Royal Air Force Volunteer Reserve           | Buchenwald                |
| +008,           | H    | A.                 | Beauregard        | Lieutenant      | Canadian General List.                      | Saint-Genis-Laval         |
| +009,           | H    | F.E.               | Bec               | Lieutenant      | General List                                | Chemiré-en-Charnie        |
| +010,           | F    | Y.E.M.             | Beekman           | Lieutenant      | WAAF                                        | Dachau                    |
| +011,           | H    | R.M.C.             | Benoist           | Capitaine       | General List                                | Buchenwald                |
| +012, « comm. » | H    | L.E.D.             | Bertheau          | Lieutenant      | General List                                | Sandbostel                |
| +013,           | H    | G.D.A.             | Biéler            | Commandant      | Rgt de Maisonneuve, Canadian Infantry Corps | Flossenbürg               |
| +014,           | H    | A.G.               | Bloch             | Lieutenant      | General List (Alan George Boyd)             | Mont-Valérien             |
| +015,           | F    | D.M.               | Bloch             | Sous-lieutenant | FANY                                        | Ravensbrück               |
| +016,           | H    | M.R.               | Bloom             | Lieutenant      | General List                                | Mauthausen                |
| +017,           | F    | A.R.               | Borrel            | Lieutenant      | FANY                                        | Struthof                  |
| +018,           | H    | J.                 | Bouguennec        | Lieutenant      | General List (Francis Garel)                | Buchenwald                |
| +019,           | F    | M.T.               | Byck              | Sous-lieutenant | WAAF                                        | Romorantin                |
| +020,           | H    | R.B.               | Byerly            | Lieutenant      | Canadian General List                       | Gross-Rosen               |
| +021,           | H    | E.J.D.             | Cauchi            | Capitaine       | General List                                | Montbéliard               |
| +022,           | H    | M.                 | Clech             | Lieutenant      | General List                                | Mauthausen                |
| +023,           | H    | G.                 | Clément           | Lieutenant      | Royal Armoured Corps                        | Mauthausen                |
| +024,           | H    | T.C.               | Coppin            | Lieutenant      | General List                                | ?                         |
| +025,           | F    | M.Z.               | Damerment         | Sous-lieutenant | FANY                                        | Dachau                    |
| +026,           | H    | M.E.               | Defence           | Capitaine       | General List                                | Gross-Rosen               |
| +027,           | H    | A.                 | Defendini         | Lieutenant      | General List                                | Buchenwald                |
| +028,           | H    | G.W.H.             | Demand            | Lieutenant      | General List                                | Flossenbürg               |
| +029,           | H    | F.A.               | Deniset           | Capitaine       | Royal Canadian Artillery                    | Gross-Rosen               |
| +030,           | H    | J.T.J.M.           | Detal             | Lieutenant      | General List                                | Buchenwald                |
| +031,           | H    | R.                 | Dowlen            | Lieutenant      | General List                                | Flossenbürg               |
| +032,           | H    | J.R.A.             | Dubois            | Lieutenant      |                                             | Gross-Rosen               |
| +033,           | H    | E.G.J.             | Duboudin          | Capitaine       | General List                                | Ellrich-Dora              |
| +034,           | H    | P.F.               | Duclos            | Lieutenant      | General List                                | Gross-Rosen               |
| +035,           | H    | D.H.               | Finlayson         | Lieutenant      | General List                                | Gross-Rosen               |
| +036,           | H    | M.G.F              | Fox               | Lieutenant      | General List                                | Flossenbürg               |
| +037,           | H    | H.J.P.             | Frager            | Commandant      | General List                                | Buchenwald                |
| +038,           | H    | H.H.               | Gaillot           | Lieutenant      | General List                                | Gross-Rosen               |
| +039, « comm. » | H    | E.A.H.             | Garry             | Lieutenant      | General List                                | Buchenwald                |
| +040,           | H    | P.A.H.             | Geelen            | Lieutenant      | General List                                | Buchenwald                |
| +041,           | H    | H.H.               | Graham            | Sergent         | Royal Artillery                             | Flossenbürg               |
| +042,           | H    | W.C.F.             | Grover-Williams   | Capitaine       | General List                                | Sachsenhausen             |
| +043,           | H    | J.T.               | Hamilton          | Lieutenant      | General List                                | Gross-Rosen               |
| +044,           | H    | V.C.               | Hayes             | Capitaine       | General List                                | Gross-Rosen               |
| +045,           | F    | Noor               | Inayat Khan       | Sous-lieutenant | WAAF                                        | Dachau                    |
| +046,           | H    | S.C.               | Jones             | Capitaine       | Royal Engineers.                            | Mauthausen                |
| +047,           | H    | C.M.               | Jumeau            | Capitaine       | Intelligence Corps                          | Berlin                    |
| +048,           | H    | A.R.               | Lansdell          | Lieutenant      | General List                                | ?                         |
| +049,           | H    | M.L.M.A.           | Larcher           | Lieutenant      | General List                                | Pierrefitte-en-Cinglais   |
| +050,           | H    | M.                 | Leccia            | Lieutenant      | General List                                | Buchenwald                |
| +051,           | H    | J.P.H.             | Ledoux            | Capitaine       | Highland Light Infantry                     | Gross-Rosen               |
| +052,           | H    | L.                 | Lee               | Capitaine       | Royal Armoured Corps                        | Gross-Rosen               |
| +053,           | F    | C.M.               | Lefort            | Sous-lieutenant | WAAF                                        | Ravensbrück               |
| +054,           | F    | V.E.               | Leigh             | Sous-lieutenant | FANY                                        | Struthof                  |
| +055,           | H    | M.                 | Lepage            | Sous-lieutenant | United States Army                          | Gross-Rosen ?             |
| +056,           | H    | E.                 | Lesout            | Sous-lieutenant | United States Army                          | Gross-Rosen ?             |
| +057,           | H    | E.F.               | Levene            | Lieutenant      | Royal Artillery                             | Flossenbürg               |
| +058,           | H    | J.K.               | Macalister        | Capitaine       | Intelligence Corps                          | Buchenwald                |
| +059,           | H    | G.B.               | McBain            | Sous-lieutenant | Royal Air Force Volunteer Reserve           | Gross-Rosen               |
| +060,           | H    | S.                 | Makowski          | Capitaine       | General List                                | Romorantin                |
| +061, « comm. » | H    | C.R.               | Malraux           | Lieutenant      | General List                                | Gross-Rosen               |
| +062,           | H    | R.M.A.             | Mathieu           | Sergent         | Armée française                             | ?                         |
| +063,           | H    | A.A.J.             | Maugenet          | Lieutenant      | General List                                | Gross-Rosen               |
| +064,           | H    | J.A.               | Mayer             | Lieutenant      | General List                                | Buchenwald                |
| +065,           | H    | J.F.G.             | Menesson          | Capitaine       | General List (James Francis George Menzies) | Flossenbürg               |
| +066,           | H    | F.G.               | Michel            | Lieutenant      | General List (Frank Mitchell)               | Flossenbürg               |
| +067, « comm. » | H    | Comte A. de        | Montalembert      | Lieutenant      | General List                                | Mauthausen                |
| +068,           | H    | P.L.               | Mulsant           | Capitaine       | General List                                | Buchenwald                |
| +069,           | H    | I.                 | Newman            | Capitaine       | General List                                | Mauthausen                |
| +070,           | H    | G.M.               | Norman            | Commandant      | Durham light Infantry                       | Mauthausen                |
| +071,           | H    | P.B.               | Pardi             | Lieutenant      | General List                                | Gross-Rosen               |
| +072,           | H    | M.                 | Pertschuk         | Lieutenant      | General List                                | Buchenwald                |
| +073,           | H    | F.H.D.             | Pickersgill       | Capitaine       | Canadian Intelligence Corps                 | Buchenwald                |
| +074,           | F    | E.S.               | Plewman           | Sous-lieutenant | FANY                                        | Dachau                    |
| +075,           | H    | A.                 | Rabinovitch       | Capitaine       | General List                                | Gross-Rosen               |
| +076,           | H    | B.D.               | Rafferty          | Capitaine       | Royal Berkshire Regiment                    | Flossenbürg               |
| +077,           | H    | C.                 | Rechenmann        | Capitaine       | General List                                | Buchenwald                |
| +078, « comm. » | H    | J.                 | Renaud            | Lieutenant      | General List                                | ?                         |
| +079,           | H    | J.M.               | Renaud-Dandicolle | Capitaine       | General List (John Danby)                   | Pierrefitte-en-Cinglais ? |
| +080,           | F    | L.V.               | Rolfe             | Sous-lieutenant | WAAF                                        | Ravensbrück               |
| +081,           | F    | D.H.               | Rowden            | Lieutenant      | WAAF                                        | Struthof                  |
| +082,           | F    | Y.C.               | Rudellat          | Sous-lieutenant | FANY                                        | Bergen-Belsen             |
| +083,           | H    | R.                 | Sabourin          | Lieutenant      | Canadian General List                       | Buchenwald                |
| +084,           | H    | M.J.G.             | de Saint-Geniès   | Capitaine       | General List                                | Dole                      |
| +085,           | H    | P.F.M.             | Sarrette          | Capitaine       | General List (Paul Sawyer)                  | Chiddes                   |
| +086,           | H    | A.                 | Schwatschko       | Lieutenant      | General List (Alexander Shaw)               | Éguzon ?                  |
| +087,           | H    | H.P.               | Sevenet           | Capitaine       | General List (Henry Thomas)                 | La Galaube                |
| +088,           | H    | D.W.               | Sibree            | Lieutenant      | General List                                | Flossenbürg               |
| +089, « comm. » | H    | J.A.R.             | Simon             | Sous-lieutenant | General List                                | Sochaux                   |
| +090,           | H    | O.A.G.             | Simon             | Lieutenant      | General List                                | Gross-Rosen ?             |
| +091,           | H    | J.A.E.M.           | Sinclair          | Lieutenant      | General List                                | ?                         |
| +092,           | H    | C.M.               | Skepper           | Capitaine       | General List                                | Buchenwald ?              |
| +093,           | H    | V.A.               | Soskice           | Sous-lieutenant | United States Army                          | Flossenbürg               |
| +094,           | H    | A.                 | Steele            | Capitaine       | General List                                | Buchenwald                |
| +095,           | H    | F.A.               | Suttill           | Commandant      | East Surrey Regiment                        | Sachsenhausen             |
| +096,           | F    | V.R.E.             | Szabo             | Sous-lieutenant | FANY                                        | Ravensbrück               |
| +097,           | H    | P.R.               | Tessier           | Capitaine       | Reconnaissance Corps                        | Clichy-sous-Bois          |
| +098,           | H    | M.A.R.             | Trotobas          | Capitaine       | Manchester Regiment                         | Lille                     |
| +099,           | H    | P.L.               | Ullman            | Lieutenant      | United States Army                          | Valentigney               |
| +100,           | H    | F.                 | Vallée            | Capitaine       | Armée française                             | Gross-Rosen               |
| +101,           | H    | E.M.               | Wilkinson         | Lieutenant      | Royal Air Force Volunteer Reserve           | Mauthausen                |
| +102,           | H    | G.A.               | Wilkinson         | Capitaine       | General List                                | Buchenwald                |
| +103,           | H    | J.                 | Worms             | Lieutenant      | General List (Jean de Verieux)              | Flossenbürg               |
| +104,           | H    | J.C.               | Young             | Lieutenant      | General List                                | Mauthausen                |